# اليواقيت والجواهر في بيان عقائد الأكابر
اليواقيت والجواهر في بيان عقائد الأكابر، كتاب للإمام عبد الوهاب الشعراني المتوفى سنة 973 هـ في العقائد، ويُعتبر من أهم ما كتبه الشيخ عبد الوهاب الشعراني، إذ ألفه في العقائد وحاول فيه المطابقة بين عقائد أهل الكشف وعقائد أهل الفكر، وقد قسمه إلى جزأين الأول ذكر فيه كل ما يتعلق بالوجدانية وقسمه إلى مقدمة وأربعة فصول ذكر فيها ما قيل وما قال الإمام ابن عربي.